# يوري كيريلوف
يوري كيريلوف (بالروسية: Кириллов, Юрий Вячеславович)‏ هو لاعب كرة قدم روسي في مركز الوسط، ولد في 19 يناير 1990 في أوفا في روسيا. شارك مع منتخب روسيا تحت 21 سنة لكرة القدم. أما مع النوادي، فقد لعب مع أورال يكاترينبورغ ودينامو موسكو وسبارتاك فلاديقوقاز وكريليا سوفيتوف سامارا ونادي أوفا ونادي خيمكي.

## وصلات خارجية
- يوري كيريلوف على موقع قاعدة بيانات كرة القدم.إي يو (الإنجليزية)
- يوري كيريلوف على موقع Soccerway.com (الإنجليزية)